# 622 (číslo)
Šest set dvacet dva je přirozené číslo. Následuje po čísle šest set dvacet jedna a předchází číslu šest set dvacet tři. Římskými číslicemi se zapisuje DCXXII a řeckými číslicemi χκβ.

## Matematika
622 je:
- Deficientní číslo
- Poloprvočíslo
- Šťastné číslo

## Astronomie
- (622) Esther je planetka hlavního pásu, kterou objevil v roce 1906 Joel Hastings Metcalf

## Roky
- 622
- 622 př. n. l.